# 天主教聖艾蒂安教區
天主教聖艾蒂安教區（拉丁語：Dioecesis Sancti Stephani）是法國一個羅馬天主教教區，屬里昂總教區。
教區成立於1970年12月26日，位於盧瓦爾省（羅阿訥區除外），2010年有教友455,000人（佔轄區總人口77.0%）、三十一個堂區、184名司鐸。現任教區主教為道明·勒布倫。